# Fettuccine Alfredo
Les fettuccine Alfredo (prononcé : [fettut'tʃiːne alˈfreːdo]) ou fettuccine al burro (fettuccine avec du beurre), sont un plat de pâtes italien composé de fettuccine fraîches mélangées à du beurre et du parmesan (italien : pasta al burro e parmigiano). En fondant, le fromage émulsionne les liquides pour former une sauce au fromage riche et onctueuse qui recouvre les pâtes. Le plat doit son nom à Alfredo di Lelio, qui le présentait dans son restaurant à Rome au début et au milieu du XXe siècle ; la « cérémonie » de la préparation à table faisait partie intégrante du plat,.
Le plat s'est répandu et a fini par gagner les États-Unis où il reste populaire. La recette a évolué et sa version commercialisée — avec de la crème épaisse et d'autres ingrédients — est maintenant omniprésente. Aux États-Unis, il est souvent servi comme plat principal, parfois agrémenté de poulet ou d'autres ingrédients. En Italie, cependant, les fettuccine al burro sont généralement considérés comme de la cuisine familiale et les fettuccine Alfredo sont généralement raillés par les écrivains italiens.